# Guglielmo Massaia
Guglielmo Massaia  O.F.M. Cap., italijanski rimskokatoliški duhovnik, škof in kardinal, * 8. junij 1809, Piovà Massaia, † 6. avgust 1889, San Giorgio a Cremano.

## Življenjepis
25. septembra 1825 je podal redovne zaobljube pri kapucinih.
12. maja 1846 je bil imenovan za apostolskega vikarja Galle (v Etiopiji; to delo je opravljal vse do avgusta 1880) in za naslovnega škofa Casiusa.
10. novembra 1884 je bil povzdignjen v kardinala in imenovan za kardinal-duhovnika Ss. Vitale, Valeria, Gervasio e Protasio.